# Ndom (Kamerun)
Ndom ist eine Gemeinde in Kamerun in der Region Littoral im Département Sanaga-Maritime. 

## Geografie
Ndom liegt im Westen Kameruns etwa 100 Kilometer nordwestlich der Hauptstadt Yaoundé.

## Verkehr
Ndom liegt an der Provenzialstraße P11.

## Persönlichkeiten
- Serge Mimpo (* 1974), Fußballspieler
- Annette Ngo Ndom (* 1985), Fußballnationalspielerin